# Segunda División Profesional de Chile 2016-17
El Campeonato Nacional de Segunda División Profesional 2016-17, o simplemente Campeonato de Segunda División Profesional 2016-17, fue la 6.ª edición de este torneo, la cual se disputó con 12 equipos participantes. Los nuevos clubes participantes, respecto al torneo anterior, fueron Independiente de Cauquenes y Deportes Vallenar, quienes obtuvieron el cupo de ascenso, en el torneo de Tercera División A 2015 y fueron aceptados en el consejo de presidentes de la ANFP, por lo que ambos equipos jugaron esta categoría por primera vez. Si bien Independiente de Cauquenes ya tuvo pasado en el fútbol profesional, jugando solamente en la Primera B, Deportes Vallenar jugaba por primera vez en su historia, un torneo de categoría organizado por la ANFP.
Por su parte, se unió a esta categoría por primera vez, el descendido Barnechea desde la Primera B 2015-16. El equipo "Huaicochero" jugó esta categoría por primera vez en su historia, luego de sus pasos por la Primera División y la Primera B. Por otra parte, los 3 clubes que descendieron de categoría, fueron los que ocuparon los 3 últimos lugares, de la edición anterior de la categoría.

## Sistema de campeonato

### Fase zonal
Fue en dos rondas de 5 fechas cada una, en la cual se enfrentaron en un sistema todos contra todos divididos por zona norte y sur. Al final de este se continuará el campeonato con los puntos conseguidos.

### Fase nacional
La segunda fase constó de dos ruedas todos contra todos, pero al contrario de la primera fase, esta fue Nacional. Contempló 22 fechas en formato ida y vuelta, continuando con el puntaje obtenido por cada equipo en la Fase Grupal. Ascenderá a la Primera B quién al final de la fase Nacional resulte como campeón, mientras el subcampeón disputará un cupo a la promoción por el ascenso contra el campeón del Torneo de Transición 2017. Mientras tanto los equipos que terminaron en las últimas dos posiciones al término del Torneo 2016-17 descendieron a la Tercera División A 2018.
El orden de clasificación de los equipos, se determinó en una tabla de cómputo general, de la siguiente manera:
- A) Mayor cantidad de puntos obtenidos; en caso de igualdad;
- B) Mayor diferencia entre los goles marcados y recibidos; en caso de igualdad;
- C) Mayor cantidad de partidos ganados; en caso de igualdad;
- D) Mayor cantidad de goles convertidos; en caso de igualdad;
- E) Mayor cantidad de goles de visita marcados; en caso de igualdad;
- F) Menor cantidad de tarjetas rojas recibidas; en caso de igualdad;
- G) Menor cantidad de tarjetas amarillas recibidas; en caso de igualdad;
- H) Sorteo.

En cuanto al campeón del torneo 2016-17, se definirá de acuerdo al siguiente sistema:
- A) Mayor cantidad de puntos obtenidos; en caso de igualdad;
- B) Partido de definición en cancha neutral.

En caso de que la igualdad sea de más de dos equipos, esta se dejará reducida a dos clubes, de acuerdo al orden de clasificación de los equipos determinado anteriormente.

## Árbitros
Esta es la lista de árbitros del torneo de Segunda División Profesional edición 2016-17. Los árbitros de la Primera División, como de Primera División B, pueden arbitrar en la parte final de este torneo, siempre y cuando no sean designados, para arbitrar en una fecha del campeonato de la categoría mencionada. Nicolás Díaz, Cristián Garay y Fernando Véjar (árbitros que provienen del Fútbol Joven Sub-19, que transmite CDF), será debutante en esta categoría, mientras que Fabián Aracena y Felipe Jara, partieron a arbitrar a la Primera B, por ser los 2 árbitros de mejor desempeño en esta categoría, en la temporada pasada. En la segunda rueda, Cristián Droguett y Benjamín Saravia partieron a arbitrar a la Primera B, para reemplazar a Héctor Jona, quien partió a arbitrar a la Primera División.
| Árbitros          | Edad    | Categoría |
| ----------------- | ------- | --------- |
| Julio Abdala      | 40 años |           |
| Héctor Arcos      | 46 años |           |
| Gustavo Ahumada   | 39 años |           |
| Nicolás Díaz      |         |           |
| Cristián Droguett | 46 años |           |
| Marco Echeverría  | 43 años |           |
| Cristián Garay    |         |           |
| Juan Lara         | 35 años |           |
| Manuel Marín      | 41 años |           |
| Matías Quila      |         |           |
| Marcelo Sáez      | 47 años |           |
| Benjamín Saravia  | 37 años |           |
| Jonathan Silva    | 38 años |           |
| Fernando Véjar    |         |           |

Nota: Cristián Droguett partió a arbitrar a la Primera B, debido al retiro de Claudio Aranda del arbitraje, en diciembre de 2016, apenas finalizó la primera rueda del torneo señalado. El árbitro del Fútbol Joven de Quilín, Matías Quila, será su reemplazante en lo que resta de este torneo.

## Equipos participantes

### Equipos por región
| Equipo              | Región        | Comuna o ciudad |
| ------------------- | ------------- | --------------- |
| Deportes Vallenar   | Atacama       | Vallenar        |
| San Antonio Unido   | Valparaíso    | San Antonio     |
| Trasandino          | Valparaíso    | Los Andes       |
| Barnechea           | Metropolitana | Lo Barnechea    |
| Deportes Pintana    | Metropolitana | La Pintana      |
| Deportes Melipilla  | Metropolitana | Melipilla       |
| Colchagua           | O'Higgins     | San Fernando    |
| Deportes Santa Cruz | O'Higgins     | Santa Cruz      |
| Independiente       | Maule         | Cauquenes       |
| Naval               | Biobío        | Talcahuano      |
| Lota Schwager       | Biobío        | Coronel         |
| Malleco Unido       | La Araucanía  | Angol           |

| Barnechea Deportes Pintana |

| Equipo              | Región        | Comuna o ciudad |
| ------------------- | ------------- | --------------- |
| Deportes Vallenar   | Atacama       | Vallenar        |
| San Antonio Unido   | Valparaíso    | San Antonio     |
| Trasandino          | Valparaíso    | Los Andes       |
| Barnechea           | Metropolitana | Lo Barnechea    |
| Deportes Pintana    | Metropolitana | La Pintana      |
| Deportes Melipilla  | Metropolitana | Melipilla       |
| Colchagua           | O'Higgins     | San Fernando    |
| Deportes Santa Cruz | O'Higgins     | Santa Cruz      |
| Independiente       | Maule         | Cauquenes       |
| Naval               | Biobío        | Talcahuano      |
| Lota Schwager       | Biobío        | Coronel         |
| Malleco Unido       | La Araucanía  | Angol           |

| Barnechea Deportes Pintana |

### Ascensos y descensos

#### Equipos entrantes
| Pos. | Descendidos a la Segunda División 2016-17 |
| ---- | ----------------------------------------- |
| 16º  | Barnechea                                 |

| Pos. | Ascendidos a la Segunda División 2016-17 |
| ---- | ---------------------------------------- |
| 1°   | Independiente de Cauquenes               |
| 2°   | Deportes Vallenar                        |

#### Equipos salientes
| Pos. | Descendidos a la Tercera División A 2017 |
| ---- | ---------------------------------------- |
| 11º  | Municipal Mejillones                     |
| 12º  | Deportes Linares                         |
| 13º  | Deportes Ovalle                          |

| Pos. | Ascendidos a la Primera B 2016-17 |
| ---- | --------------------------------- |
| 1°   | Deportes Valdivia                 |

### Información de los equipos
Fecha de actualización: 28 de abril de 2017
| Equipo              | Entrenador        | Estadio Principal           | Capacidad | Marca                 | Sponsor Principal  |
| Barnechea           | Jorge Contreras   | Municipal de Lo Barnechea   | 3.000     | Mitre                 |                    |
| Colchagua           | Luis Fredes       | Jorge Silva Valenzuela      | 5.900     | Onefit                | Greenvic           |
| Deportes Melipilla  | Carlos Encinas    | Roberto Bravo Santibáñez    | 6.500     | Training Professional | Ariztía            |
| Deportes Pintana    | Manuel Soto       | Municipal de La Pintana     | 6.000     | KS7                   | MAS                |
| Deportes Santa Cruz | Gustavo Huerta    | Joaquín Muñoz García        | 5.000     | Dalponte              | Multihogar         |
| Deportes Vallenar   | Ramón Climent     | Nelson Rojas                | 5.000     | Masitri               | Vecchiola          |
| Independiente       | Rubén Martínez    | Manuel Moya Medel           | 4.000     | Joma                  | Lomas de Cauquenes |
| Lota Schwager       | Jorge Torres      | Federico Schwager           | 5.700     | Onefit                | Puerto Coronel     |
| Malleco Unido       | Christian Muñoz   | Alberto Larraguibel Morales | 4.000     | KS7                   | Scotta             |
| Naval               | Patricio Almendra | El Morro                    | 5.000     | Andrómeda             | Valtor             |
| San Antonio Unido   | Luis Pérez        | Doctor Olegario Henríquez   | 2.024     | Onefit                | STI                |
| Trasandino          | Ricardo González  | Regional de Los Andes       | 3.300     | Training Professional | Steel Ingeniería   |

#### Cambios de entrenadores
Los entrenadores interinos aparecen en cursiva.
| Equipo            | Entrenador        | Fechas        |
| ----------------- | ----------------- | ------------- |
| San Antonio Unido | Jorge Garcés      | 1 - 4         |
| San Antonio Unido | Freddy Delgado    | 5 - 7         |
| San Antonio Unido | Luis Pérez        | 8 - Presente  |
| Malleco Unido     | Iván Endre        | 1 - 10        |
| Malleco Unido     | Christián Muñoz   | 11 - Presente |
| Trasandino        | Gerardo Reinoso   | 1 - 11        |
| Trasandino        | Ricardo González  | 12 - Presente |
| Independiente     | Álvaro Ruz        | 1 - 12        |
| Independiente     | Rubén Martínez    | 13 - Presente |
| Naval             | Óscar Correa      | 1 - 16        |
| Naval             | Patricio Almendra | 17 - Presente |
| Deportes Pintana  | Iván Asenjo       | 1 - 14        |
| Deportes Pintana  | Georgelino Osorio | 15 - 21       |
| Deportes Pintana  | Manuel Soto       | 22 - Presente |
| Deportes Vallenar | Nelson Cossio     | 1 - 5         |
| Deportes Vallenar | Francisco Michea  | 6 - 22        |
| Deportes Vallenar | Ramón Climent     | 23 - Presente |
| Lota Schwager     | Víctor González   | 1 - 17        |
| Lota Schwager     | Jaime Pacheco     | 18 - 28       |
| Lota Schwager     | Jorge Torres      | 29 - Presente |

## Tabla de posiciones - fase zonal

### Zona norte
Fecha de actualización: 20 de noviembre de 2016
| Pos. | Equipos            | PTS | PJ | PG | PE | PP | GF | GC | DIF | REND  |
| ---- | ------------------ | --- | -- | -- | -- | -- | -- | -- | --- | ----- |
| 1.   | Barnechea          | 24  | 10 | 8  | 0  | 2  | 20 | 10 | +10 | 82,8% |
| 2.   | Deportes Melipilla | 23  | 10 | 7  | 2  | 1  | 17 | 8  | +9  | 80,2% |
| 3.   | Deportes Pintana   | 15  | 10 | 5  | 0  | 5  | 14 | 14 | 0   | 50,0% |
| 4.   | San Antonio Unido  | 13  | 10 | 4  | 1  | 5  | 7  | 8  | -1  | 43,3% |
| 5.   | Trasandino         | 9   | 10 | 3  | 0  | 7  | 11 | 19 | -8  | 30%   |
| 6.   | Deportes Vallenar  | 4   | 10 | 1  | 1  | 8  | 6  | 16 | -10 | 11,1% |

### Zona sur
Fecha de actualización: 20 de noviembre de 2016
| Pos. | Equipos             | PTS | PJ | PG | PE | PP | GF | GC | DIF | REND  |
| ---- | ------------------- | --- | -- | -- | -- | -- | -- | -- | --- | ----- |
| 1.   | Naval               | 21  | 10 | 7  | 0  | 3  | 13 | 6  | +7  | 70%   |
| 2.   | Deportes Santa Cruz | 20  | 10 | 6  | 2  | 2  | 22 | 9  | +13 | 66,7% |
| 3.   | Colchagua           | 16  | 10 | 5  | 1  | 4  | 12 | 8  | +4  | 53,3% |
| 4.   | Independiente       | 13  | 10 | 4  | 1  | 5  | 16 | 20 | -4  | 43,3% |
| 5.   | Malleco Unido       | 8   | 10 | 2  | 2  | 6  | 4  | 13 | -9  | 22,2% |
| 6.   | Lota Schwager       | 8   | 10 | 2  | 2  | 6  | 7  | 18 | -11 | 22,2% |

## Evolución de las posiciones - fase zonal

### Zona norte
| Equipo / Fecha     | 1 | 2 | 3 | 4 | 5 | 6 | 7 | 8 | 9 | 10 |
| ------------------ | - | - | - | - | - | - | - | - | - | -- |
| Barnechea          | 4 | 3 | 2 | 2 | 2 | 2 | 2 | 2 | 2 | 1  |
| Deportes Melipilla | 2 | 1 | 1 | 1 | 1 | 1 | 1 | 1 | 1 | 2  |
| Deportes Pintana   | 1 | 2 | 3 | 3 | 3 | 3 | 3 | 3 | 3 | 3  |
| San Antonio Unido  | 5 | 5 | 5 | 5 | 5 | 5 | 5 | 5 | 4 | 4  |
| Trasandino         | 3 | 4 | 4 | 4 | 4 | 4 | 4 | 4 | 5 | 5  |
| Deportes Vallenar  | 6 | 6 | 6 | 6 | 6 | 6 | 6 | 6 | 6 | 6  |

### Zona sur
| Equipo / Fecha      | 1 | 2 | 3 | 4 | 5 | 6 | 7 | 8 | 9 | 10 |
| ------------------- | - | - | - | - | - | - | - | - | - | -- |
| Naval               | 4 | 4 | 3 | 4 | 5 | 4 | 3 | 3 | 2 | 1  |
| Deportes Santa Cruz | 1 | 1 | 1 | 2 | 1 | 2 | 1 | 1 | 1 | 2  |
| Colchagua           | 2 | 3 | 5 | 3 | 3 | 3 | 2 | 2 | 4 | 3  |
| Independiente       | 5 | 2 | 2 | 1 | 2 | 1 | 4 | 4 | 3 | 4  |
| Malleco Unido       | 3 | 5 | 4 | 5 | 4 | 5 | 5 | 5 | 5 | 5  |
| Lota Schwager       | 6 | 6 | 6 | 6 | 6 | 6 | 6 | 6 | 6 | 6  |

## Resultados de la fase zonal
|  | Lota Schwager       | 0 - 1 | Malleco Unido    |  | Federico Schwager         | Gustavo Ahumada  | 3 de septiembre | 16:00 | Sur   |
|  | Deportes Melipilla  | 1 - 0 | Barnechea        |  | Roberto Bravo Santibáñez  | Marcelo Sáez     | 3 de septiembre | 16:30 | Norte |
|  | San Antonio Unido   | 0 - 1 | Trasandino       |  | Doctor Olegario Henríquez | Manuel Marín     | 3 de septiembre | 16:30 | Norte |
|  | Deportes Vallenar   | 1 - 2 | Deportes Pintana |  | Nelson Rojas              | Nicolás Díaz     | 3 de septiembre | 19:00 | Norte |
|  | Deportes Santa Cruz | 2 - 1 | Naval            |  | Joaquín Muñoz García      | Julio Abdala     | 4 de septiembre | 16:00 | Sur   |
|  | Independiente       | 0 - 1 | Colchagua        |  | Manuel Moya Medel         | Benjamín Saravia | 4 de septiembre | 16:00 | Sur   |

|  | Barnechea        | 4 - 2 | Deportes Vallenar   |  | Municipal de Lo Barnechea   | Gustavo Ahumada   | 9 de septiembre  | 17:00 | Norte |
|  | Deportes Pintana | 1 - 0 | San Antonio Unido   |  | Municipal de La Pintana     | Cristián Droguett | 9 de septiembre  | 20:00 | Norte |
|  | Colchagua        | 1 - 2 | Deportes Santa Cruz |  | Jorge Silva Valenzuela      | Héctor Arcos      | 10 de septiembre | 15:30 | Sur   |
|  | Naval            | 1 - 0 | Lota Schwager       |  | El Morro                    | Cristián Garay    | 10 de septiembre | 16:00 | Sur   |
|  | Trasandino       | 0 - 3 | Deportes Melipilla  |  | Regional de Los Andes       | Jonathan Silva    | 10 de septiembre | 17:00 | Norte |
|  | Malleco Unido    | 0 - 3 | Independiente       |  | Alberto Larraguibel Morales | Manuel Marín      | 10 de septiembre | 18:00 | Sur   |

|  | San Antonio Unido   | 0 - 1 | Deportes Melipilla |  | Doctor Olegario Henríquez | Benjamín Saravia  | 24 de septiembre | 16:30 | Norte |
|  | Deportes Vallenar   | 0 - 1 | Trasandino         |  | Nelson Rojas              | Cristián Droguett | 24 de septiembre | 19:00 | Norte |
|  | Deportes Santa Cruz | 0 - 0 | Malleco Unido      |  | Joaquín Muñoz García      | Julio Abdala      | 24 de septiembre | 19:00 | Sur   |
|  | Deportes Pintana    | 2 - 3 | Barnechea          |  | Municipal de La Pintana   | Fernando Véjar    | 24 de septiembre | 20:00 | Norte |
|  | Colchagua           | 0 - 1 | Naval              |  | Jorge Silva Valenzuela    | Marcelo Sáez      | 25 de septiembre | 15:30 | Sur   |
|  | Independiente       | 3 - 2 | Lota Schwager      |  | Manuel Moya Medel         | Nicolás Díaz      | 25 de septiembre | 17:00 | Sur   |

|  | San Antonio Unido  | 0 - 1 | Barnechea           |  | Doctor Olegario Henríquez   | Jonathan Silva   | 1 de octubre | 16:30 | Norte |
|  | Trasandino         | 1 - 2 | Deportes Pintana    |  | Regional de Los Andes       | Manuel Marín     | 1 de octubre | 17:00 | Norte |
|  | Deportes Melipilla | 2 - 0 | Deportes Vallenar   |  | Roberto Bravo Santibáñez    | Fernando Véjar   | 1 de octubre | 17:00 | Norte |
|  | Malleco Unido      | 0 - 2 | Colchagua           |  | Alberto Larraguibel Morales | Gustavo Ahumada  | 1 de octubre | 18:00 | Sur   |
|  | Lota Schwager      | 1 - 1 | Deportes Santa Cruz |  | Federico Schwager           | Marco Echeverría | 2 de octubre | 16:00 | Sur   |
|  | Independiente      | 1 - 0 | Naval               |  | Manuel Moya Medel           | Héctor Arcos     | 2 de octubre | 17:00 | Sur   |

|  | Deportes Vallenar   | 0 - 1 | San Antonio Unido  |  | Nelson Rojas              | Cristián Garay    | 8 de octubre | 17:00 | Norte |
|  | Barnechea           | 5 - 3 | Trasandino         |  | Municipal de Lo Barnechea | Marcelo Sáez      | 8 de octubre | 18:30 | Norte |
|  | Deportes Pintana    | 0 - 1 | Deportes Melipilla |  | Municipal de La Pintana   | Nicolás Díaz      | 8 de octubre | 20:00 | Norte |
|  | Colchagua           | 1 - 0 | Lota Schwager      |  | Jorge Silva Valenzuela    | Julio Abdala      | 9 de octubre | 15:30 | Sur   |
|  | Deportes Santa Cruz | 3 - 2 | Independiente      |  | Joaquín Muñoz García      | Cristián Droguett | 9 de octubre | 16:00 | Sur   |
|  | Naval               | 0 - 1 | Malleco Unido      |  | El Morro                  | Benjamín Saravia  | 9 de octubre | 18:00 | Sur   |

|  | Trasandino         | 1 - 0 | Barnechea           |  | Regional de Los Andes       | Héctor Arcos     | 14 de octubre | 19:00 | Norte |
|  | Lota Schwager      | 0 - 0 | Colchagua           |  | Bernardino Luna             | Marcelo Sáez     | 15 de octubre | 16:00 | Sur   |
|  | Deportes Melipilla | 2 - 1 | Deportes Pintana    |  | Roberto Bravo Santibáñez    | Jonathan Silva   | 15 de octubre | 17:00 | Norte |
|  | San Antonio Unido  | 1 - 0 | Deportes Vallenar   |  | Doctor Olegario Henríquez   | Manuel Marín     | 15 de octubre | 17:00 | Norte |
|  | Malleco Unido      | 0 - 2 | Naval               |  | Alberto Larraguibel Morales | Marco Echeverría | 15 de octubre | 18:00 | Sur   |
|  | Independiente      | 2 - 1 | Deportes Santa Cruz |  | Manuel Moya Medel           | Gustavo Ahumada  | 16 de octubre | 17:00 | Sur   |

|  | Deportes Pintana    | 2 - 1 | Trasandino         |  | Municipal de La Pintana   | Julio Abdala      | 28 de octubre | 20:00 | Norte |
|  | Naval               | 4 - 1 | Independiente      |  | El Morro                  | Claudio Aranda    | 29 de octubre | 18:00 | Sur   |
|  | Barnechea           | 2 - 0 | San Antonio Unido  |  | Municipal de Lo Barnechea | Cristián Garay    | 29 de octubre | 19:00 | Norte |
|  | Deportes Santa Cruz | 8 - 0 | Lota Schwager      |  | Joaquín Muñoz García      | Benjamín Saravia  | 29 de octubre | 19:00 | Sur   |
|  | Deportes Vallenar   | 2 - 2 | Deportes Melipilla |  | Nelson Rojas              | Gustavo Ahumada   | 29 de octubre | 19:30 | Norte |
|  | Colchagua           | 1 - 0 | Malleco Unido      |  | Jorge Silva Valenzuela    | Cristián Droguett | 30 de octubre | 15:30 | Sur   |

|  | Naval              | 1 - 0 | Colchagua           |  | El Morro                    | Jonathan Silva    | 4 de noviembre | 18:00 | Sur   |
|  | Lota Schwager      | 2 - 1 | Independiente       |  | Bernardino Luna             | Nicolás Díaz      | 5 de noviembre | 16:00 | Sur   |
|  | Trasandino         | 0 - 1 | Deportes Vallenar   |  | Regional de Los Andes       | Marco Echeverría  | 5 de noviembre | 17:00 | Norte |
|  | Deportes Melipilla | 1 - 1 | San Antonio Unido   |  | Roberto Bravo Santibáñez    | Cristián Droguett | 5 de noviembre | 17:00 | Norte |
|  | Malleco Unido      | 1 - 3 | Deportes Santa Cruz |  | Alberto Larraguibel Morales | Fernando Véjar    | 5 de noviembre | 18:00 | Sur   |
|  | Barnechea          | 3 - 1 | Deportes Pintana    |  | Municipal de Lo Barnechea   | Manuel Marín      | 5 de noviembre | 19:00 | Norte |

|  | Lota Schwager       | 1 - 2 | Naval            |  | Bernardino Luna           | Gustavo Ahumada  | 12 de noviembre | 16:00 | Sur   |
|  | San Antonio Unido   | 2 - 1 | Deportes Pintana |  | Doctor Olegario Henríquez | Marcelo Sáez     | 12 de noviembre | 17:00 | Norte |
|  | Deportes Melipilla  | 4 - 3 | Trasandino       |  | Roberto Bravo Santibáñez  | Cristián Garay   | 12 de noviembre | 17:00 | Norte |
|  | Independiente       | 1 - 1 | Malleco Unido    |  | Manuel Moya Medel         | Julio Abdala     | 12 de noviembre | 18:00 | Sur   |
|  | Deportes Santa Cruz | 2 - 0 | Colchagua        |  | Joaquín Muñoz García      | Benjamín Saravia | 12 de noviembre | 19:00 | Sur   |
|  | Deportes Vallenar   | 0 - 1 | Barnechea        |  | Nelson Rojas              | Fernando Véjar   | 12 de noviembre | 19:30 | Norte |

|  | Trasandino       | 0 - 2 | San Antonio Unido   |  | Regional de Los Andes       | Manuel Marín      | 18 de noviembre | 19:30 | Norte |
|  | Malleco Unido    | 0 - 1 | Lota Schwager       |  | Alberto Larraguibel Morales | Héctor Arcos      | 19 de noviembre | 18:00 | Sur   |
|  | Deportes Pintana | 2 - 0 | Deportes Vallenar   |  | Municipal de La Pintana     | Jonathan Silva    | 19 de noviembre | 19:00 | Norte |
|  | Barnechea        | 1 - 0 | Deportes Melipilla  |  | Municipal de Lo Barnechea   | Marco Echeverría  | 19 de noviembre | 19:00 | Norte |
|  | Colchagua        | 6 - 2 | Independiente       |  | Jorge Silva Valenzuela      | Cristián Droguett | 20 de noviembre | 17:30 | Sur   |
|  | Naval            | 1 - 0 | Deportes Santa Cruz |  | El Morro                    | Nicolás Díaz      | 20 de noviembre | 18:00 | Sur   |

## Tabla general
Fecha de actualización: 20 de mayo de 2017
| Pos. | Equipos                | PTS | PJ | PG | PE | PP | GF | GC | DIF | REND. |
| ---- | ---------------------- | --- | -- | -- | -- | -- | -- | -- | --- | ----- |
| 1.   | Barnechea (C)          | 62  | 32 | 19 | 5  | 8  | 70 | 35 | +35 | 64,6% |
| 2.   | Deportes Melipilla (P) | 61  | 32 | 18 | 7  | 7  | 51 | 26 | +25 | 63,5% |
| 3.   | Deportes Santa Cruz    | 56  | 32 | 16 | 8  | 8  | 70 | 45 | +25 | 58,3% |
| 4.   | San Antonio Unido¹     | 47  | 32 | 16 | 2  | 14 | 48 | 45 | +3  | 48,9% |
| 5.   | Naval                  | 45  | 32 | 13 | 6  | 13 | 42 | 47 | -5  | 46,9% |
| 6.   | Colchagua              | 42  | 32 | 11 | 9  | 12 | 36 | 41 | -5  | 43,8% |
| 7.   | Deportes Pintana¹      | 41  | 32 | 14 | 2  | 16 | 50 | 53 | -3  | 42,7% |
| 8.   | Malleco Unido          | 38  | 32 | 9  | 11 | 12 | 32 | 38 | -6  | 39,6% |
| 9.   | Independiente          | 37  | 32 | 11 | 4  | 17 | 48 | 65 | -17 | 38,5% |
| 10.  | Lota Schwager¹         | 34  | 32 | 9  | 10 | 13 | 34 | 54 | -20 | 35,4% |
| 11.  | Deportes Vallenar¹     | 33  | 32 | 10 | 6  | 16 | 33 | 48 | -15 | 34,4% |
| 12.  | Trasandino             | 29  | 32 | 7  | 8  | 17 | 38 | 55 | -17 | 30,2% |

Nota: Los clubes con la marca  ¹, sufrieron la pérdida de 3 puntos, por no pago de cotizaciones y sueldos impagos.

     Campeón Anual. Asciende de manera directa al Torneo de Transición Loto Primera B 2017.

     Enfrentará al Campeón del Torneo de Transición de la Segunda División Profesional 2017. El ganador asciende de manera directa a la Primera B, para el año 2018.

     Descendieron deportiva y automáticamente a Tercera División A 2018.

## Evolución de las posiciones de la fase nacional
| Equipo / Fecha      | 11 | 12 | 13 | 14 | 15 | 16 | 17 | 18 | 19 | 20 | 21 | 22 | 23 | 24 | 25 | 26 | 27 | 28 | 29 | 30 | 31 | 32 |
| ------------------- | -- | -- | -- | -- | -- | -- | -- | -- | -- | -- | -- | -- | -- | -- | -- | -- | -- | -- | -- | -- | -- | -- |
| Barnechea           | 1  | 1  | 1  | 1  | 2  | 1  | 1  | 1  | 1  | 1  | 2  | 1  | 3  | 2  | 1  | 1  | 1  | 1  | 1  | 2  | 2  | 1  |
| Deportes Melipilla  | 2  | 2  | 2  | 2  | 1  | 2  | 2  | 2  | 3  | 3  | 3  | 3  | 2  | 1  | 2  | 2  | 2  | 2  | 2  | 1  | 1  | 2  |
| Deportes Santa Cruz | 3  | 4  | 3  | 3  | 3  | 3  | 3  | 3  | 2  | 2  | 1  | 2  | 1  | 3  | 3  | 3  | 3  | 3  | 3  | 3  | 3  | 3  |
| San Antonio Unido   | 6  | 7  | 6  | 6  | 6  | 7  | 7  | 7  | 6  | 5  | 5  | 4  | 4  | 4  | 4  | 4  | 4  | 4  | 4  | 4  | 4  | 4  |
| Naval               | 4  | 3  | 4  | 4  | 4  | 4  | 4  | 4  | 4  | 4  | 4  | 5  | 5  | 5  | 5  | 5  | 5  | 5  | 5  | 5  | 5  | 5  |
| Colchagua           | 5  | 6  | 5  | 5  | 5  | 5  | 5  | 6  | 7  | 7  | 6  | 6  | 6  | 6  | 6  | 6  | 6  | 6  | 7  | 7  | 7  | 6  |
| Deportes Pintana    | 7  | 5  | 7  | 7  | 7  | 6  | 6  | 5  | 5  | 6  | 7  | 7  | 7  | 7  | 7  | 7  | 7  | 7  | 6  | 6  | 6  | 7  |
| Malleco Unido       | 10 | 9  | 9  | 9  | 9  | 9  | 9  | 9  | 9  | 8  | 9  | 8  | 8  | 9  | 9  | 9  | 9  | 8  | 8  | 8  | 8  | 8  |
| Independiente       | 8  | 8  | 8  | 8  | 8  | 8  | 8  | 8  | 8  | 9  | 8  | 9  | 9  | 8  | 8  | 8  | 8  | 9  | 9  | 9  | 9  | 9  |
| Lota Schwager       | 9  | 10 | 10 | 10 | 10 | 10 | 10 | 10 | 10 | 11 | 11 | 11 | 11 | 11 | 11 | 11 | 11 | 10 | 11 | 12 | 12 | 10 |
| Deportes Vallenar   | 12 | 12 | 12 | 12 | 12 | 12 | 12 | 12 | 12 | 12 | 12 | 12 | 12 | 12 | 12 | 12 | 12 | 12 | 12 | 11 | 10 | 11 |
| Trasandino          | 11 | 11 | 11 | 11 | 11 | 11 | 11 | 11 | 11 | 10 | 10 | 10 | 10 | 10 | 10 | 10 | 10 | 11 | 10 | 10 | 11 | 12 |

## Resultados de la fase nacional
|  | Lota Schwager       | 2 - 0 | Deportes Pintana |  | Bernardino Luna           | Benjamín Sarabia | 26 de noviembre | 16:00 |
|  | San Antonio Unido   | 2 - 1 | Naval            |  | Doctor Olegario Henríquez | Julio Abdala     | 26 de noviembre | 17:00 |
|  | Deportes Melipilla  | 0 - 0 | Malleco Unido    |  | Roberto Bravo Santibáñez  | Marcelo Sáez     | 26 de noviembre | 18:00 |
|  | Deportes Santa Cruz | 5 - 3 | Trasandino       |  | Joaquín Muñoz García      | Fernando Véjar   | 26 de noviembre | 19:00 |
|  | Deportes Vallenar   | 1 - 1 | Colchagua        |  | Nelson Rojas              | Gustavo Ahumada  | 26 de noviembre | 19:30 |
|  | Independiente       | 1 - 5 | Barnechea        |  | Manuel Moya Medel         | Cristián Garay   | 27 de noviembre | 17:00 |

|  | Deportes Pintana | 4 - 2 | Independiente       |  | Municipal de La Pintana     | Manuel Marín      | 1 de diciembre | 20:00 |
|  | Colchagua        | 0 - 1 | Deportes Melipilla  |  | Jorge Silva Valenzuela      | Nicolás Díaz      | 4 de diciembre | 17:30 |
|  | Malleco Unido    | 3 - 1 | San Antonio Unido   |  | Alberto Larraguibel Morales | Jonathan Silva    | 4 de diciembre | 18:00 |
|  | Naval            | 5 - 0 | Deportes Vallenar   |  | El Morro                    | Héctor Arcos      | 4 de diciembre | 18:00 |
|  | Trasandino       | 0 - 0 | Lota Schwager       |  | Regional de Los Andes       | Marco Echeverría  | 4 de diciembre | 19:00 |
|  | Barnechea        | 5 - 1 | Deportes Santa Cruz |  | Municipal de Lo Barnechea   | Cristián Droguett | 4 de diciembre | 19:00 |

|  | Lota Schwager      | 1 - 1 | Barnechea           |  | Bernardino Luna           | Fernando Véjar    | 10 de diciembre | 16:00 |
|  | San Antonio Unido  | 0 - 2 | Deportes Santa Cruz |  | Doctor Olegario Henríquez | Gustavo Ahumada   | 10 de diciembre | 17:00 |
|  | Deportes Melipilla | 4 - 1 | Naval               |  | Roberto Bravo Santibáñez  | Cristián Droguett | 10 de diciembre | 18:00 |
|  | Deportes Vallenar  | 2 - 1 | Malleco Unido       |  | Nelson Rojas              | Cristián Garay    | 10 de diciembre | 19:00 |
|  | Independiente      | 5 - 0 | Trasandino          |  | Manuel Moya Medel         | Marcelo Sáez      | 11 de diciembre | 17:00 |
|  | Colchagua          | 1 - 1 | Deportes Pintana    |  | Jorge Silva Valenzuela    | Julio Abdala      | 11 de diciembre | 17:30 |

|  | Barnechea           | 2 - 2 | Deportes Vallenar  |  | Municipal de Lo Barnechea   | Jonathan Silva   | 14 de diciembre | 19:00 |
|  | Deportes Pintana    | 2 - 3 | San Antonio Unido  |  | Municipal de La Pintana     | Marco Echeverría | 17 de diciembre | 18:00 |
|  | Trasandino          | 0 - 0 | Deportes Melipilla |  | Regional de Los Andes       | Benjamín Sarabia | 17 de diciembre | 19:00 |
|  | Deportes Santa Cruz | 4 - 1 | Independiente      |  | Joaquín Muñoz García        | Nicolás Díaz     | 17 de diciembre | 20:00 |
|  | Naval               | 3 - 3 | Lota Schwager      |  | El Morro                    | Fernando Vejar   | 18 de diciembre | 17:00 |
|  | Malleco Unido       | 1 - 2 | Colchagua          |  | Alberto Larraguibel Morales | Manuel Marín     | 18 de diciembre | 18:00 |

| Receso de Fin de Año | Receso de Fin de Año | Receso de Fin de Año | Receso de Fin de Año | Receso de Fin de Año | Receso de Fin de Año | Receso de Fin de Año | Receso de Fin de Año | Receso de Fin de Año | Receso de Fin de Año | Receso de Fin de Año | Receso de Fin de Año |
| -------------------- | -------------------- | -------------------- | -------------------- | -------------------- | -------------------- | -------------------- | -------------------- | -------------------- | -------------------- | -------------------- | -------------------- |

|  | Lota Schwager      | 1 - 2 | Malleco Unido       |  | Bernardino Luna           | Héctor Arcos    | 14 de enero | 16:00 |
|  | San Antonio Unido  | 2 - 1 | Trasandino          |  | Doctor Olegario Henríquez | Cristián Garay  | 14 de enero | 17:00 |
|  | Deportes Melipilla | 3 - 0 | Deportes Santa Cruz |  | Roberto Bravo Santibáñez  | Fernando Véjar  | 14 de enero | 18:00 |
|  | Deportes Vallenar  | 1 - 3 | Deportes Pintana    |  | Nelson Rojas              | Gustavo Ahumada | 14 de enero | 19:00 |
|  | Independiente      | 2 - 1 | Naval               |  | Manuel Moya Medel         | Jonathan Silva  | 15 de enero | 18:00 |
|  | Colchagua          | 2 - 1 | Barnechea           |  | Jorge Silva Valenzuela    | Manuel Marín    | 15 de enero | 18:30 |

|  | Barnechea           | 3 - 1 | Malleco Unido      |  | Municipal de Lo Barnechea | Manuel Marín    | 20 de enero   | 19:00 |
|  | Lota Schwager       | 1 - 0 | Deportes Melipilla |  | Bernardino Luna           | Jonathan Silva  | 21 de enero   | 16:00 |
|  | Deportes Pintana    | 3 - 1 | Naval              |  | Municipal de La Pintana   | Matías Quila    | 21 de enero   | 18:00 |
|  | Trasandino          | 1 - 1 | Colchagua          |  | Regional de Los Andes     | Gustavo Ahumada | 21 de enero   | 19:00 |
|  | Deportes Santa Cruz | 0 - 0 | Deportes Vallenar  |  | Joaquín Muñoz García      | Héctor Arcos    | 15 de febrero | 20:00 |
|  | Independiente       | 1 - 3 | San Antonio Unido  |  | Manuel Moya Medel         | Fernando Vejar  | 8 de marzo    | 19:00 |

|  | San Antonio Unido   | 2 - 1 | Deportes Melipilla |  | Doctor Olegario Henríquez | Jonathan Silva | 4 de febrero | 17:00 |
|  | Trasandino          | 1 - 2 | Naval              |  | Regional de Los Andes     | Matías Quila   | 4 de febrero | 19:00 |
|  | Deportes Santa Cruz | 4 - 2 | Malleco Unido      |  | Joaquín Muñoz García      | Cristián Garay | 4 de febrero | 20:00 |
|  | Deportes Pintana    | 1 - 0 | Barnechea          |  | Lucio Fariña Fernández    | Julio Abdala   | 5 de febrero | 18:00 |
|  | Independiente       | 1 - 1 | Colchagua          |  | Manuel Moya Medel         | Héctor Arcos   | 1 de marzo   | 19:30 |
|  | Lota Schwager       | 0 - 2 | Deportes Vallenar  |  | Bernardino Luna           | Fernando Vejar | 4 de abril   | 19:30 |

|  | Barnechea         | 3 - 0 | San Antonio Unido   |  | Municipal de Lo Barnechea   | Héctor Arcos    | 10 de febrero | 20:00 |
|  | Deportes Pintana  | 2 - 0 | Deportes Melipilla  |  | Municipal de La Pintana     | Gustavo Ahumada | 11 de febrero | 18:00 |
|  | Colchagua         | 1 - 1 | Lota Schwager       |  | Jorge Silva Valenzuela      | Fernando Vejar  | 11 de febrero | 19:00 |
|  | Deportes Vallenar | 2 - 1 | Independiente       |  | Nelson Rojas                | Cristián Garay  | 11 de febrero | 19:00 |
|  | Malleco Unido     | 1 - 0 | Trasandino          |  | Alberto Larraguibel Morales | Julio Abdala    | 11 de febrero | 20:00 |
|  | Naval             | 2 - 2 | Deportes Santa Cruz |  | El Morro                    | Jonathan Silva  | 12 de febrero | 15:00 |

|  | San Antonio Unido   | 3 - 1 | Colchagua         |  | Doctor Olegario Henríquez | Fernando Vejar  | 18 de febrero | 17:00 |
|  | Deportes Melipilla  | 1 - 0 | Deportes Vallenar |  | Roberto Bravo Santibáñez  | Matías Quila    | 18 de febrero | 18:00 |
|  | Trasandino          | 3 - 1 | Barnechea         |  | Regional de Los Andes     | Jonathan Silva  | 18 de febrero | 19:00 |
|  | Naval               | 0 - 0 | Malleco Unido     |  | El Morro                  | Héctor Arcos    | 19 de febrero | 16:00 |
|  | Deportes Santa Cruz | 4 - 0 | Deportes Pintana  |  | Joaquín Muñoz García      | Cristián Garay  | 19 de febrero | 19:00 |
|  | Independiente       | 1 - 0 | Lota Schwager     |  | Manuel Moya Medel         | Gustavo Ahumada | 21 de febrero | 19:30 |

|  | Lota Schwager     | 1 - 1 | Deportes Santa Cruz |  | Bernardino Luna             | Héctor Arcos   | 25 de febrero | 16:00 |
|  | Deportes Pintana  | 1 - 3 | Trasandino          |  | Municipal de La Pintana     | Fernando Véjar | 25 de febrero | 18:00 |
|  | Colchagua         | 1 - 1 | Naval               |  | Jorge Silva Valenzuela      | Matías Quila   | 25 de febrero | 19:00 |
|  | Deportes Vallenar | 3 - 4 | San Antonio Unido   |  | Nelson Rojas                | Manuel Marín   | 25 de febrero | 19:00 |
|  | Malleco Unido     | 4 - 1 | Independiente       |  | Alberto Larraguibel Morales | Cristián Garay | 25 de febrero | 20:00 |
|  | Barnechea         | 1 - 1 | Deportes Melipilla  |  | Municipal de Lo Barnechea   | Julio Abdala   | 22 de marzo   | 20:00 |

|  | Deportes Santa Cruz | 6 - 1 | Lota Schwager     |  | Joaquín Muñoz García      | Fernando Véjar | 1 de marzo | 20:00 |
|  | Deportes Melipilla  | 2 - 3 | Barnechea         |  | Roberto Bravo Santibáñez  | Manuel Marín   | 4 de marzo | 17:00 |
|  | San Antonio Unido   | 3 - 0 | Deportes Vallenar |  | Doctor Olegario Henríquez | Julio Abdala   | 4 de marzo | 17:00 |
|  | Trasandino          | 2 - 0 | Deportes Pintana  |  | Regional de Los Andes     | Cristián Garay | 4 de marzo | 19:00 |
|  | Naval               | 1 - 0 | Colchagua         |  | El Morro                  | Jonathan Silva | 5 de marzo | 16:00 |
|  | Independiente       | 1 - 1 | Malleco Unido     |  | Manuel Moya Medel         | Matías Quila   | 5 de marzo | 19:00 |

|  | Barnechea         | 0 - 0 | Trasandino          |  | Municipal de Lo Barnechea   | Matías Quila    | 10 de marzo | 20:00 |
|  | Deportes Vallenar | 1 - 2 | Deportes Melipilla  |  | Nelson Rojas                | Héctor Jona     | 11 de marzo | 19:00 |
|  | Malleco Unido     | 3 - 0 | Naval               |  | Alberto Larraguibel Morales | Julio Abdala    | 11 de marzo | 20:00 |
|  | Lota Schwager     | 3 - 1 | Independiente       |  | Bernardino Luna             | Cristián Garay  | 12 de marzo | 17:00 |
|  | Colchagua         | 3 - 1 | San Antonio Unido   |  | Jorge Silva Valenzuela      | Gustavo Ahumada | 12 de marzo | 17:30 |
|  | Deportes Pintana  | 4 - 2 | Deportes Santa Cruz |  | Municipal de La Pintana     | Jonathan Silva  | 12 de marzo | 18:00 |

|  | San Antonio Unido   | 3 - 1 | Barnechea         |  | Doctor Olegario Henríquez | Cristián Garay  | 18 de marzo | 17:00 |
|  | Lota Schwager       | 3 - 2 | Colchagua         |  | Bernardino Luna           | Héctor Arcos    | 18 de marzo | 17:00 |
|  | Deportes Melipilla  | 4 - 0 | Deportes Pintana  |  | Roberto Bravo Santibáñez  | Gustavo Ahumada | 18 de marzo | 17:00 |
|  | Deportes Santa Cruz | 3 - 0 | Naval             |  | Joaquín Muñoz García      | Matías Quila    | 18 de marzo | 19:00 |
|  | Trasandino          | 0 - 0 | Malleco Unido     |  | Regional de Los Andes     | Fernando Vejar  | 18 de marzo | 19:00 |
|  | Independiente       | 2 - 1 | Deportes Vallenar |  | Manuel Moya Medel         | Manuel Marín    | 19 de marzo | 19:00 |

|  | Malleco Unido      | 2 - 2 | Deportes Santa Cruz |  | Alberto Larraguibel Morales | Cristián Garay    | 25 de marzo | 19:00 |
|  | Deportes Vallenar  | 1 - 1 | Lota Schwager       |  | Nelson Rojas                | Matías Quila      | 25 de marzo | 19:00 |
|  | Naval              | 1 - 1 | Trasandino          |  | El Morro                    | Benjamín Saravia  | 26 de marzo | 17:00 |
|  | Deportes Melipilla | 1 - 0 | San Antonio Unido   |  | Roberto Bravo Santibáñez    | Fernando Vejar    | 26 de marzo | 17:00 |
|  | Colchagua          | 0 - 2 | Independiente       |  | Jorge Silva Valenzuela      | Felipe Jara       | 26 de marzo | 17:30 |
|  | Barnechea          | 2 - 1 | Deportes Pintana    |  | Municipal de Lo Barnechea   | Cristián Droguett | 26 de marzo | 18:00 |

|  | Barnechea           | 3 - 1 | Naval              |  | Municipal de Lo Barnechea | Marcelo Jeria   | 31 de marzo | 20:00 |
|  | Trasandino          | 1 - 2 | Deportes Vallenar  |  | Regional de Los Andes     | Gustavo Ahumada | 1 de abril  | 17:00 |
|  | Deportes Pintana    | 3 - 0 | Malleco Unido      |  | Municipal de La Pintana   | Manuel Marín    | 1 de abril  | 18:00 |
|  | Deportes Santa Cruz | 0 - 2 | Colchagua          |  | Joaquín Muñoz García      | José Cabero     | 1 de abril  | 19:00 |
|  | Independiente       | 2 - 1 | Deportes Melipilla |  | Manuel Moya Medel         | Nicolás Muñoz   | 2 de abril  | 19:00 |
|  | Lota Schwager       | 1 - 0 | San Antonio Unido  |  | Bernardino Luna           | Héctor Arcos    | 16 de mayo  | 15:00 |

|  | San Antonio Unido  | 1 - 0 | Independiente       |  | Doctor Olegario Henríquez   | Cristián Garay | 8 de abril | 17:00 |
|  | Malleco Unido      | 0 - 0 | Barnechea           |  | Alberto Larraguibel Morales | Omar Oporto    | 8 de abril | 19:00 |
|  | Deportes Vallenar  | 1 - 0 | Deportes Santa Cruz |  | Nelson Rojas                | Felipe Jara    | 8 de abril | 19:00 |
|  | Deportes Melipilla | 2 - 0 | Lota Schwager       |  | Roberto Bravo Santibáñez    | Carlos Rumiano | 9 de abril | 17:00 |
|  | Naval              | 2 - 0 | Deportes Pintana    |  | El Morro                    | Fernando Vejar | 9 de abril | 17:00 |
|  | Colchagua          | 2 - 1 | Trasandino          |  | Jorge Silva Valenzuela      | Matías Quila   | 9 de abril | 17:30 |

|  | Deportes Pintana    | 1 - 0 | Deportes Vallenar  |  | Municipal de La Pintana     | Dewson Freitas (BRA) | 14 de abril | 17:00 |
|  | Trasandino          | 3 - 4 | San Antonio Unido  |  | Regional de Los Andes       | Fernando Vejar       | 15 de abril | 17:00 |
|  | Barnechea           | 2 - 0 | Colchagua          |  | Municipal de Lo Barnechea   | Claudio Aranda       | 15 de abril | 18:00 |
|  | Malleco Unido       | 3 - 1 | Lota Schwager      |  | Alberto Larraguibel Morales | Julio Abdala         | 15 de abril | 19:00 |
|  | Deportes Santa Cruz | 1 - 0 | Deportes Melipilla |  | Joaquín Muñoz García        | Franco Arrué         | 15 de abril | 19:00 |
|  | Naval               | 1 - 0 | Independiente      |  | El Morro                    | Gustavo Ahumada      | 16 de abril | 16:00 |

|  | San Antonio Unido  | 3 - 1 | Deportes Pintana    |  | Doctor Olegario Henríquez | Jonathan Silva       | 22 de abril | 17:00 |
|  | Deportes Melipilla | 2 - 0 | Trasandino          |  | Roberto Bravo Santibáñez  | Nicolás Muñoz        | 22 de abril | 17:00 |
|  | Deportes Vallenar  | 1 - 0 | Barnechea           |  | Nelson Rojas              | Fabián Aracena       | 22 de abril | 19:00 |
|  | Lota Schwager      | 1 - 1 | Naval               |  | Federico Schwager         | Cristián Garay       | 23 de abril | 15:00 |
|  | Independiente      | 1 - 2 | Deportes Santa Cruz |  | Manuel Moya Medel         | Cristián Droguett    | 23 de abril | 17:00 |
|  | Colchagua          | 0 - 0 | Malleco Unido       |  | Jorge Silva Valenzuela    | Dewson Freitas (BRA) | 23 de abril | 17:30 |

|  | Barnechea           | 5 - 0 | Lota Schwager      |  | Municipal de Lo Barnechea   | Carlos Rumiano  | 28 de abril | 18:00 |
|  | Deportes Pintana    | 5 - 1 | Colchagua          |  | Municipal de La Pintana     | Gustavo Ahumada | 29 de abril | 17:00 |
|  | Malleco Unido       | 1 - 2 | Deportes Vallenar  |  | Alberto Larraguibel Morales | Fernando Véjar  | 29 de abril | 18:00 |
|  | Deportes Santa Cruz | 2 - 2 | San Antonio Unido  |  | Joaquín Muñoz García        | Claudio Aranda  | 29 de abril | 19:00 |
|  | Trasandino          | 1 - 0 | Independiente      |  | Regional de Los Andes       | Julio Abdala    | 29 de abril | 19:00 |
|  | Naval               | 1 - 2 | Deportes Melipilla |  | El Morro                    | Rafael Troncoso | 30 de abril | 16:00 |

|  | San Antonio Unido   | 1 - 2 | Malleco Unido    |  | Doctor Olegario Henríquez | Cristián Garay  | 6 de mayo | 16:30 |
|  | Deportes Melipilla  | 4 - 0 | Colchagua        |  | Roberto Bravo Santibáñez  | José Cabero     | 6 de mayo | 17:00 |
|  | Deportes Santa Cruz | 3 - 1 | Barnechea        |  | Joaquín Muñoz García      | Christian Rojas | 6 de mayo | 19:00 |
|  | Deportes Vallenar   | 2 - 1 | Naval            |  | Nelson Rojas              | Juan Lara       | 6 de mayo | 19:00 |
|  | Lota Schwager       | 2 - 2 | Trasandino       |  | Federico Schwager         | Jonathan Silva  | 7 de mayo | 15:00 |
|  | Independiente       | 3 - 2 | Deportes Pintana |  | Manuel Moya Medel         | Héctor Arcos    | 7 de mayo | 16:00 |

|  | Deportes Pintana | 1 - 2 | Lota Schwager       |  | Municipal de La Pintana     | Fernando Vejar    | 12 de mayo | 20:00 |
|  | Malleco Unido    | 0 - 0 | Deportes Melipilla  |  | Alberto Larraguibel Morales | Franco Arrué      | 13 de mayo | 18:00 |
|  | Barnechea        | 5 - 1 | Independiente       |  | Municipal de Lo Barnechea   | Cristián Droguett | 13 de mayo | 18:00 |
|  | Trasandino       | 2 - 2 | Deportes Santa Cruz |  | Regional de Los Andes       | Benjamín Saravia  | 13 de mayo | 18:00 |
|  | Colchagua        | 0 - 0 | Deportes Vallenar   |  | Jorge Silva Valenzuela      | Matías Quila      | 14 de mayo | 15:30 |
|  | Naval            | 3 - 2 | San Antonio Unido   |  | El Morro                    | Gustavo Ahumada   | 14 de mayo | 16:00 |

|  | Deportes Melipilla | 3 - 3 | Independiente       |  | Roberto Bravo Santibáñez    | Cristián Andaur | 19 de mayo | 15:30 | [ 6 ] |
|  | Naval              | 0 - 6 | Barnechea           |  | El Morro                    | Piero Maza      | 19 de mayo | 15:30 |       |
|  | Colchagua          | 3 - 2 | Deportes Santa Cruz |  | Jorge Silva Valenzuela      | Omar Oporto     | 19 de mayo | 15:30 |       |
|  | San Antonio Unido  | 1 - 2 | Lota Schwager       |  | Doctor Olegario Henríquez   | Julio Abdala    | 20 de mayo | 12:00 |       |
|  | Deportes Vallenar  | 3 - 2 | Trasandino          |  | Nelson Rojas                | Carlos Rumiano  | 20 de mayo | 18:00 |       |
|  | Malleco Unido      | 1 - 1 | Deportes Pintana    |  | Alberto Larraguibel Morales | Juan Lara       | 20 de mayo | 18:00 |       |

## Cuadro final
| Cuadro de Honor     | Cuadro de Honor | Cuadro de Honor |
| Equipo              | Premio          | Título(s)       |
| ------------------- | --------------- | --------------- |
| Barnechea           | Campeón         |                 |
| Deportes Melipilla  | Subcampeón      | 2017            |
| Otros               |                 |                 |
| Deportes Santa Cruz | Tercer lugar    |                 |
| San Antonio Unido   | Cuarto lugar    |                 |

## Goleadores
Actualizado el 20 de mayo de 2017.
| Top 10              | Top 10              | Top 10 |
| Jugador             | Equipo              | Goles  |
| ------------------- | ------------------- | ------ |
| Felipe Venegas      | Barnechea           | 18     |
| Francisco Lara      | Deportes Santa Cruz | 18     |
| Milton Alegre       | San Antonio Unido   | 17     |
| Mario Salgado       | Naval               | 13     |
| Cristián Muñoz      | Barnechea           | 12     |
| Cristián Retamal    | Malleco Unido       | 12     |
| Juan Carlos Gaete   | Deportes Santa Cruz | 11     |
| Sebastián Julio     | Deportes Santa Cruz | 11     |
| Christopher Vásquez | Deportes Vallenar   | 11     |
| Patricio Gutiérrez  | Independiente       | 11     |

| Tabla de goleadores completa | Tabla de goleadores completa | Tabla de goleadores completa |
| Jugador                      | Equipo                       | Goles                        |
| ---------------------------- | ---------------------------- | ---------------------------- |
| Felipe Araya                 | Independiente                | 10                           |
| Sebastián Alarcón            | Deportes Pintana             | 9                            |
| Héctor Vega                  | Trasandino                   | 9                            |
| David Villegas               | Colchagua                    | 8                            |
| Hugo Alarcón                 | Deportes Melipilla           | 8                            |
| Camilo Gainza                | Deportes Pintana             | 8                            |
| Steffan Pino                 | Deportes Pintana             | 8                            |
| Diego Cuéllar                | Deportes Vallenar            | 8                            |
| Alfredo Calderón             | Lota Schwager                | 8                            |
| Mario Sandoval               | San Antonio Unido            | 8                            |
| Juan Carlos Zambrano         | Trasandino                   | 8                            |
| Luis Valenzuela              | Deportes Melipilla           | 7                            |
| Iván Herrera                 | Deportes Santa Cruz          | 7                            |
| Sergio Arenas                | Independiente                | 7                            |
| Ignacio Troncoso             | Deportes Melipilla           | 6                            |
| Cristopher Penroz            | Deportes Pintana             | 6                            |
| Matias Sanhueza              | Naval                        | 6                            |
| Alfonso Urbina               | Barnechea                    | 5                            |
| Frank Aholie                 | Colchagua                    | 5                            |
| Gamadiel García              | Colchagua                    | 5                            |
| Aníbal Carvallo              | Deportes Melipilla           | 5                            |
| Ignacio Pinilla              | San Antonio Unido            | 5                            |
| Allan Luttecke               | Barnechea                    | 4                            |
| Joaquín Moya                 | Barnechea                    | 4                            |
| Manuel Rivera                | Barnechea                    | 4                            |
| Fabrizzio Cortés             | Deportes Melipilla           | 4                            |
| Mauro Lopes                  | Deportes Melipilla           | 4                            |
| Ariel Salinas                | Deportes Pintana             | 4                            |
| Marcelo Allende              | Deportes Santa Cruz          | 4                            |
| Fidel Córdova                | Deportes Santa Cruz          | 4                            |
| José Riquero                 | Deportes Vallenar            | 4                            |
| Jordan Durán                 | Lota Schwager                | 4                            |
| Felipe Valencia              | Lota Schwager                | 4                            |
| Juan Pablo Vera              | Lota Schwager                | 4                            |
| Ismael Almendares            | Naval                        | 4                            |
| Isaías Peralta               | San Antonio Unido            | 4                            |
| Franco Montero               | Trasandino                   | 4                            |
| José Arancibia               | Barnechea                    | 3                            |
| Nicolás Poblete              | Barnechea                    | 3                            |
| Francisco Tapia              | Barnechea                    | 3                            |
| Jorge Moreno                 | Colchagua                    | 3                            |
| Juan Manuel Pérez            | Colchagua                    | 3                            |
| Nicolás Millán               | Deportes Pintana             | 3                            |
| Roberto Riveros              | Deportes Santa Cruz          | 3                            |
| Juan Toloza                  | Deportes Vallenar            | 3                            |
| Luis González                | Independiente                | 3                            |
| Eelco Navarro                | Independiente                | 3                            |
| Luca Pontigo                 | Independiente                | 3                            |
| Miguel Saldías               | Independiente                | 3                            |
| José Miguel Farías           | Lota Schwager                | 3                            |
| Patricio Jeria               | Lota Schwager                | 3                            |
| Jesús Urrutia                | Lota Schwager                | 3                            |
| Fabián Alarcón               | Naval                        | 3                            |
| Leonardo Martínez            | Naval                        | 3                            |
| Álvaro Sobarzo               | Naval                        | 3                            |
| José Tiznado                 | Naval                        | 3                            |
| Paulo Cárdenas               | San Antonio Unido            | 3                            |
| Matías Araya                 | Trasandino                   | 3                            |
| Italo Pizarro                | Trasandino                   | 3                            |
| Carlos Rodríguez             | Trasandino                   | 3                            |
| Nicolás Dávalos              | Barnechea                    | 2                            |
| Gonzalo Mosquera             | Barnechea                    | 2                            |
| Tomás Valenzuela             | Barnechea                    | 2                            |
| Mauricio Iturra              | Colchagua                    | 2                            |
| Carlos Pérez                 | Colchagua                    | 2                            |
| Axl Silva                    | Colchagua                    | 2                            |
| Hernán Veras                 | Colchagua                    | 2                            |
| Ricardo Fuenzalida           | Deportes Melipilla           | 2                            |
| Maximiliano Jorquera         | Deportes Melipilla           | 2                            |
| Boris Lagos                  | Deportes Melipilla           | 2                            |
| Diego González               | Deportes Pintana             | 2                            |
| Patricio Schwob              | Deportes Pintana             | 2                            |
| Matías Bizama                | Deportes Santa Cruz          | 2                            |
| Esteban Giorgetti            | Deportes Santa Cruz          | 2                            |
| Thomas Jones                 | Deportes Santa Cruz          | 2                            |
| Amed Pinto                   | Deportes Santa Cruz          | 2                            |
| Igor Ramos                   | Deportes Santa Cruz          | 2                            |
| Pablo Sanhueza               | Deportes Vallenar            | 2                            |
| Francisco Silva              | Independiente                | 2                            |
| Freddy Barahona              | Lota Schwager                | 2                            |
| Julio Inaí                   | Malleco Unido                | 2                            |
| Diego Inostroza              | Malleco Unido                | 2                            |
| Raúl Robles                  | Malleco Unido                | 2                            |
| Leonardo Ruiz                | Malleco Unido                | 2                            |
| Gustavo Zamudio              | Malleco Unido                | 2                            |
| Jair Castro                  | Naval                        | 2                            |
| Diego Toro                   | Naval                        | 2                            |
| Eduardo Vidal                | San Antonio Unido            | 2                            |
| Kevin Flores                 | Trasandino                   | 2                            |
| Tomás Aránguiz               | Barnechea                    | 1                            |
| Carlos Contreras             | Barnechea                    | 1                            |
| Nicolás López                | Barnechea                    | 1                            |
| Bayron Opazo                 | Barnechea                    | 1                            |
| Bayron Oyarzo                | Barnechea                    | 1                            |
| Camilo Rencoret              | Barnechea                    | 1                            |
| Maximiliano Riveros          | Barnechea                    | 1                            |
| Sebastián Villalobos         | Barnechea                    | 1                            |
| Guillermo Cubillos           | Colchagua                    | 1                            |
| Claudio Muñoz                | Colchagua                    | 1                            |
| Óscar Salas                  | Colchagua                    | 1                            |
| Simón Arias                  | Deportes Melipilla           | 1                            |
| José Cantillana              | Deportes Melipilla           | 1                            |
| Gonzalo Lauler               | Deportes Melipilla           | 1                            |
| Francisco Levipán            | Deportes Melipilla           | 1                            |
| Álvaro López                 | Deportes Melipilla           | 1                            |
| Marco Moscoso                | Deportes Melipilla           | 1                            |
| Mirko Opazo                  | Deportes Melipilla           | 1                            |
| Ignacio Ramírez              | Deportes Melipilla           | 1                            |
| Miguel Sanhueza              | Deportes Melipilla           | 1                            |
| Alejandro Vásquez            | Deportes Melipilla           | 1                            |
| Jorge Aravena                | Deportes Pintana             | 1                            |
| Felipe Báez                  | Deportes Pintana             | 1                            |
| Javier Bustos                | Deportes Pintana             | 1                            |
| Daniel Castillo              | Deportes Pintana             | 1                            |
| José Durán                   | Deportes Pintana             | 1                            |
| Emilio Hernández             | Deportes Pintana             | 1                            |
| Ignacio Núñez                | Deportes Pintana             | 1                            |
| Nicolás Grünwald             | Deportes Santa Cruz          | 1                            |
| Diego Opazo                  | Deportes Santa Cruz          | 1                            |
| Felipe Araya                 | Deportes Vallenar            | 1                            |
| Milton Gutiérrez             | Deportes Vallenar            | 1                            |
| Ignacio Monardes             | Deportes Vallenar            | 1                            |
| Juan Muñoz                   | Deportes Vallenar            | 1                            |
| Andrés Pailacura             | Deportes Vallenar            | 1                            |
| Juan Pablo Andrade           | Independiente                | 1                            |
| Alexis Díaz                  | Independiente                | 1                            |
| Camilo Farías                | Independiente                | 1                            |
| Sebastián Torres             | Independiente                | 1                            |
| Mauricio Yévenes             | Independiente                | 1                            |
| Daniel Briceño               | Lota Schwager                | 1                            |
| Matt Lagos                   | Lota Schwager                | 1                            |
| Felipe Escobar               | Malleco Unido                | 1                            |
| Bladimir Fernández           | Malleco Unido                | 1                            |
| Francisco Flores             | Malleco Unido                | 1                            |
| Matías Gutiérrez             | Malleco Unido                | 1                            |
| Sebastián Hurtado            | Malleco Unido                | 1                            |
| Esteban Sáez                 | Malleco Unido                | 1                            |
| Alan Vergara                 | Malleco Unido                | 1                            |
| Aaron Villagra               | Malleco Unido                | 1                            |
| Mauricio Martínez            | Naval                        | 1                            |
| Luis Rubilar                 | Naval                        | 1                            |
| Fabián Bustos                | San Antonio Unido            | 1                            |
| Daniel González              | San Antonio Unido            | 1                            |
| Felipe Lecaros               | San Antonio Unido            | 1                            |
| Jaime Lobos                  | San Antonio Unido            | 1                            |
| Mario Pardo                  | San Antonio Unido            | 1                            |
| Adán Vergara                 | San Antonio Unido            | 1                            |
| Esteban Alarcón              | Trasandino                   | 1                            |
| Francisco Delgado            | Trasandino                   | 1                            |
| Carlos López                 | Trasandino                   | 1                            |
| Bairo Riveros                | Trasandino                   | 1                            |
| Nicolás Suárez               | Trasandino                   | 1                            |

Fuente: anfp.cl
     Máximo goleador del campeonato.

### Autogoles
Actualizado el 7 de mayo de 2017.
| Top 10             | Top 10             | Top 10              | Top 10    |
| Jugador            | Equipo             | Equipo favorecido   | Autogoles |
| ------------------ | ------------------ | ------------------- | --------- |
| Carlos Contreras   | Barnechea          | San Antonio Unido   | 1         |
| Christian Martínez | Deportes Melipilla | San Antonio Unido   | 1         |
| Daniel González    | Deportes Pintana   | Trasandino          | 1         |
| Diego González     | Deportes Pintana   | Deportes Santa Cruz | 1         |
| Roberto Muñoz      | Deportes Vallenar  | Deportes Pintana    | 1         |
| José Riquero       | Deportes Vallenar  | Naval               | 1         |
| Carlos Llanos      | Independiente      | Deportes Pintana    | 1         |
| Miguel Saldías     | Independiente      | Malleco Unido       | 1         |
| José Tiznado       | Naval              | Malleco Unido       | 1         |
| Felipe Lecaros     | San Antonio Unido  | Deportes Melipilla  | 1         |

## Datos y más estadísticas

### Récords de goles
- Primer gol del torneo: anotado por Aaron Villagra, por Malleco Unido, contra Lota Schwager. (3 de septiembre).
- Último gol del torneo:
- Gol más rápido: anotado al minuto 4, por Luca Pontigo, de Independiente de Cauquenes, contra Malleco Unido. (Fecha 2).
- Gol más cercano al final del encuentro: anotado al minuto 96, por Luis Valenzuela, de Deportes Melipilla, contra Deportes Pintana. (Fecha 5).
- Mayor número de goles marcados en un partido: 8 goles.
  - Barnechea 5 - 3 Trasandino (Fecha 5).
  - Deportes Santa Cruz 8 - 0 Lota Schwager (Fecha 7).
  - Deportes Santa Cruz 5 - 3 Trasandino (Fecha 11).
- Mayor victoria de local:
  - Deportes Santa Cruz 8 - 0 Lota Schwager (Fecha 7).
- Mayor victoria de visita:
  - Naval de Talcahuano 0 - 6 Barnechea (Fecha 32).

## Minutos jugados por juveniles
- El reglamento del Campeonato Nacional de la Segunda División Profesional Temporada 2016-17, señala en su artículo 34 inciso 4, que “en todos los partidos del campeonato, deberán incluir en la planilla de juego, a lo menos dos jugadores chilenos nacidos a partir del 01 de enero de 1997”. Está obligación, también se extiende a la Copa Chile MTS y a los torneos de la Primera División y de la Primera B.

- En la sumatoria de todos los partidos del campeonato nacional, separado la primera y segunda rueda, cada club deberá hacer jugar a lo menos, el equivalente al cincuenta por ciento (50%), de los minutos que dispute el club en el respectivo campeonato, sean estos de fase regular o postemporada a jugadores chilenos, nacidos a partir del 1 de enero de 1997. Para los efectos de la sumatoria, el límite a contabilizar por partido será de 90 minutos, según lo que consigne el árbitro en su planilla de juego”, apunta el reglamento. O sea, durante 675 minutos del certamen, los DT deberán tener en cancha a un juvenil.

- Los equipos que no cumplan con esta normativa, sufrirán la pérdida de puntos, más una multa de quinientas unidades de fomento (500UF), las cuales se descontarán tanto de la tabla de la fase regular de cada rueda, como en la tabla general acumulada. Si el cumplimiento de los minutos alcanza entre el 40,1 al 45 % de los minutos, el descuento será de seis puntos de pérdida y si el cumplimiento alcanza al 40 % o menos de los minutos, el descuento será de nueve puntos.

| Barnechea                                    | 1440 | 540 | 900  | 37,5% |
| Colchagua                                    | 1440 | 251 | 1189 | 17,4% |
| Deportes Melipilla                           | 1440 | 187 | 1253 | 13%   |
| Deportes Pintana                             | 1440 | 218 | 1222 | 15,1% |
| Deportes Santa Cruz                          | 1440 | 630 | 810  | 43,7% |
| Deportes Vallenar                            | 1440 | 225 | 1215 | 15,6% |
| Independiente                                | 1440 | 235 | 1205 | 16,3% |
| Lota Schwager                                | 1440 | 504 | 936  | 35%   |
| Malleco Unido                                | 1440 | 307 | 1133 | 21,3% |
| Naval                                        | 1440 | 324 | 1116 | 22,5% |
| San Antonio Unido                            | 1440 | 181 | 1259 | 12,6% |
| Trasandino                                   | 1440 | 620 | 820  | 43,1% |
| Última actualización: 4 de noviembre de 2016 |      |     |      |       |

     Cumplieron con el reglamento.

     No cumplieron con el reglamento. Incurre en la pérdida de 3 puntos, más una multa de 500 UF.

## Asistencia en los estadios

### 20 partidos con mejor asistencia
Fecha de Actualización: 20 de mayo de 2017
| Fecha | Estadio                     | Ciudad               | Local               | Visita              | Público |
| ----- | --------------------------- | -------------------- | ------------------- | ------------------- | ------- |
| 32    | Roberto Bravo Santibáñez    | Melipilla (Santiago) | Deportes Melipilla  | Independiente       | 6.000   |
| 9     | Joaquín Muñoz García        | Santa Cruz           | Deportes Santa Cruz | Colchagua           | 2.207   |
| 32    | Nelson Rojas                | Vallenar             | Deportes Vallenar   | Trasandino          | 2.020   |
| 3     | Joaquín Muñoz García        | Santa Cruz           | Deportes Santa Cruz | Malleco Unido       | 2.000   |
| 24    | Roberto Bravo Santibáñez    | Melipilla (Santiago) | Deportes Melipilla  | San Antonio Unido   | 1.900   |
| 29    | Joaquín Muñoz García        | Santa Cruz           | Deportes Santa Cruz | San Antonio Unido   | 1.895   |
| 25    | Joaquín Muñoz García        | Santa Cruz           | Deportes Santa Cruz | Colchagua           | 1.822   |
| 8     | Roberto Bravo Santibáñez    | Melipilla (Santiago) | Deportes Melipilla  | San Antonio Unido   | 1.800   |
| 30    | Roberto Bravo Santibáñez    | Melipilla (Santiago) | Deportes Melipilla  | Colchagua           | 1.772   |
| 30    | Joaquín Muñoz García        | Santa Cruz           | Deportes Santa Cruz | AC Barnechea        | 1.500   |
| 27    | Joaquín Muñoz García        | Santa Cruz           | Deportes Santa Cruz | Deportes Melipilla  | 1.474   |
| 1     | Nelson Rojas                | Vallenar             | Deportes Vallenar   | Deportes Pintana    | 1.428   |
| 4     | Manuel Moya Medel           | Cauquenes            | Independiente       | Naval               | 1.379   |
| 31    | Alberto Larraguibel Morales | Angol                | Malleco Unido       | Deportes Melipilla  | 1.311   |
| 5     | Joaquín Muñoz García        | Santa Cruz           | Deportes Santa Cruz | Independiente       | 1.242   |
| 14    | Joaquín Muñoz García        | Santa Cruz           | Deportes Santa Cruz | Independiente       | 1.239   |
| 15    | Roberto Bravo Santibáñez    | Melipilla (Santiago) | Deportes Melipilla  | Deportes Santa Cruz | 1.220   |
| 1     | Federico Schwager           | Coronel              | Lota Schwager       | Malleco Unido       | 1.200   |
| 1     | Joaquín Muñoz García        | Santa Cruz           | Deportes Santa Cruz | Naval               | 1.200   |
| 2     | Jorge Silva Valenzuela      | San Fernando         | Colchagua           | Deportes Santa Cruz | 1.175   |